# Rhinolophus coelophyllus
Rhinolophus coelophyllus — вид рукокрилих родини Підковикові (Rhinolophidae).

## Поширення
Країни проживання: Лаос, Малайзія, М'янма, Таїланд. Він знаходиться в змішаних листяно вічнозелених лісах у широкому висотному діапазоні.

## Загрози та охорона
Немає серйозних загроз для цього широко поширеного виду в даний час. Мешкає в багатьох охоронних територіях.